# Halfpenny (moneta pre-decimale britannica)
Lo Halfpenny, scritto talvolta Half-penny e, colloquialmente, ha'penny (pronunciato hayp-knee; in italiano "mezzo penny") fu una moneta britannica. Nel sistema pre-decimale aveva il valore di mezzo penny, vale a dire 1/480 di sterlina.
La sua produzione regolare cominciò probabilmente sotto il regno di Edoardo I (1272-1307), sebbene siano noti esemplari (forse prove) a nome di Enrico I (1100-1135) e continuò sino al 1º agosto 1969, quando venne dichiarata fuori corso a causa della prevista decimalizzazione della sterlina.
Dal 1971 al 1984 venne coniata una moneta decimale dall'identico nome.

## Storia
In origine, lo Halfpenny era una piccola moneta d'argento, coniata per sopperire alla mancanza di divisionale spicciola. Infatti, era abitudine diffusa "spezzare" le monete d'argento più grandi, soprattutto il Penny, per ottenere una somma minore. Le monete di questo periodo sono generalmente di pessima fattura e, spesso, è difficile leggere correttamente la legenda.
Gli ultimi Halfpenny d'argento furono prodotti sotto il Commonwealth, negli anni immediatamente seguenti la guerra civile inglese. Si trattava ormai di una moneta sottilissima, dal diametro di circa 9-10 millimetri.
Sotto il regno di Carlo II, nel 1672, furono coniati i primi Halfpenny di rame. La produzione continuò nel 1673 e nel 1675.

Halfpenny di Giorgio II (1757) con la Britannia volta a sinistra

Negli anni della casa d'Orange vennero realizzati Halfpenny bimetallici, in latta con un punto centrale in rame, dal 1685 al 1692. Queste monete non portavano inciso l'anno di produzione se non lungo il bordo, cosa che rende difficile l'identificazione degli esemplari logori. Inoltre, a causa della natura del metallo utilizzato, queste monete si deterioravano rapidamente. La loro produzione fu incoraggiata per arginare le falsificazioni e sostenere l'industria della latta.
Nel 1694, però, si decise di ritornare al rame. Le monete battute sotto Guglielmo III sono di qualità inferiore rispetto alle prove di fine Seicento; ne furono coniate in quantità tali che non vi fu bisogno di produrre Halfpenny durante il regno di Anna di Gran Bretagna (1701-1714), per la quale si conoscono solamente prove.
Halfpenny furono nuovamente coniati a partire dal 1717, sotto Giorgio I, la cosiddetta dump issue, a causa del diametro e del peso inferiori al consueto. Nel 1719 si ritornò alle misure tradizionali e la moneta fu prodotta regolarmente sino alla fine del regno di Giorgio, nel 1724. Dal 1729 al 1754 furono coniate grandi quantità di Halfpenny a nome di Giorgio II, il cui ritratto giovanile al diritto fu rimpiazzato da uno più maturo nel 1740. La coniazione fu poi sospesa fino al 1770, quando salì al trono Giorgio III, che regnerà fino al 1820. Durante questo lungo regno furono coniati Halfpenny con sole otto date diverse. Interrotta dal 1775, la coniazione riprese nel 1799 nella zecca di Soho diretta da Matthew Boulton, in occasione dell'introduzione delle prime macchine meccaniche per la coniazione di monete, che garantirono la regolarità e la precisione del bordo scoraggiando la diffusissima falsificazione.
Dopo ulteriori coniazioni nel biennio 1806-1807, la produzione fu sospesa in occasione del Great Recoinage (1816). In questo periodo molti privati coniarono gettoni del valore di mezzo penny, per supplire alla carenza di coniazioni ufficiali.

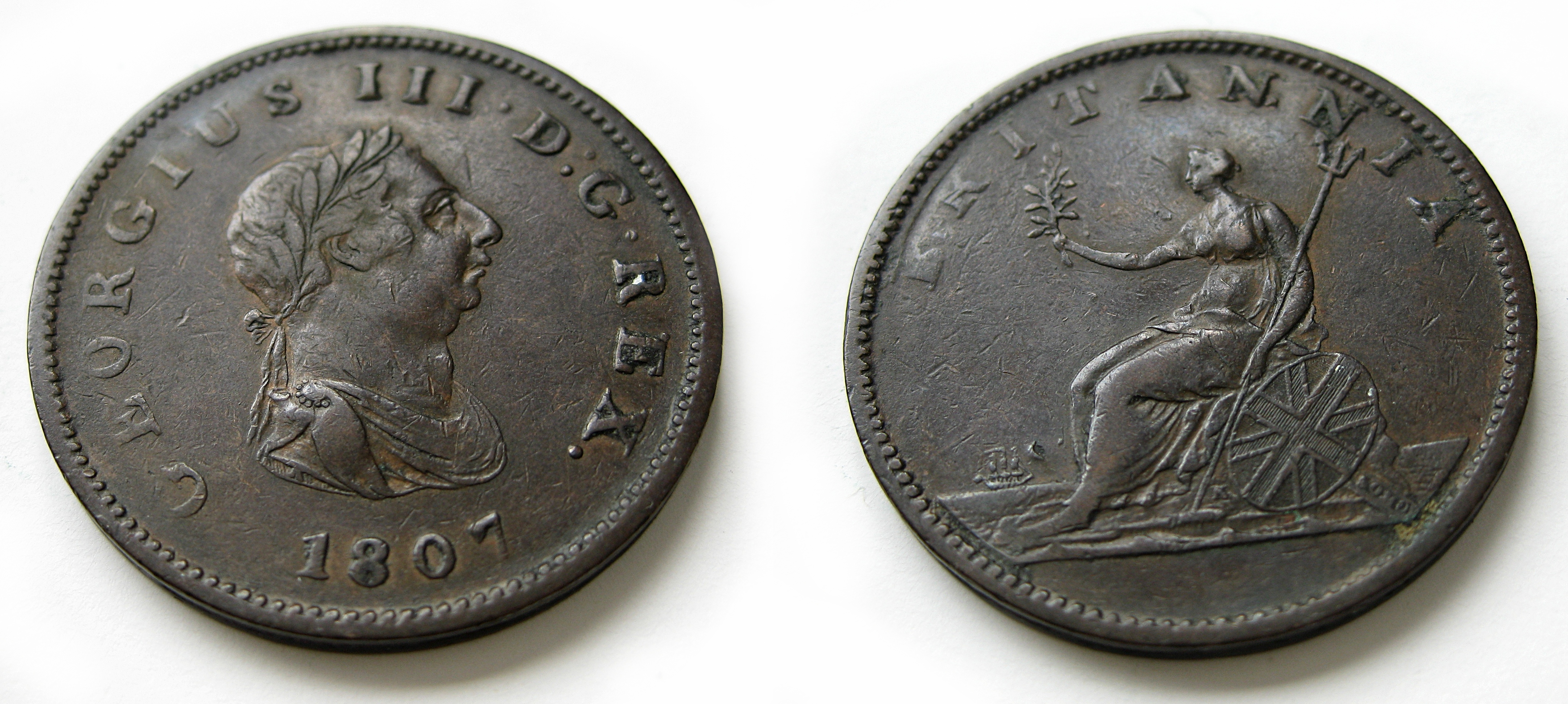
Halfpenny di Giorgio III del 1807

Sotto Giorgio IV la produzione riprese, a partire dal 14 novembre 1825. Anche il suo successore Guglielmo IV coniò negli anni 1831, 1834 e 1837.

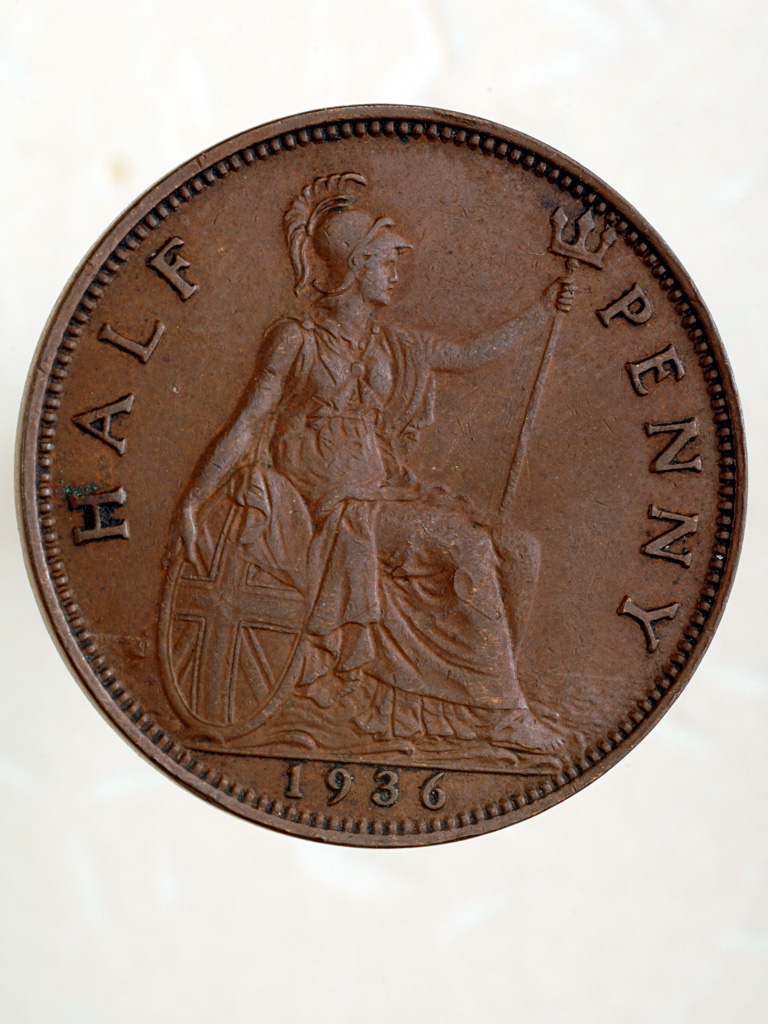
Halfpenny di Giorgio V (1936) con la Britannia volta a destra

Il lungo regno della regina Vittoria, terminato nel 1901, vide un mutamento nella composizione della moneta, che a partire dal 1860 venne realizzata in bronzo e non più in rame. Fu anche diminuito il diametro e, per la prima volta, comparve al rovescio la denominazione HALF PENNY. La coniazione continuò ogni anno sino alla morte della sovrana e così anche sotto il regno del figlio e successore Edoardo VII (1902-1910) e di Giorgio V (1911-1936).
Prove ufficiali vennero realizzate durante il breve regno di Edoardo VIII con un nuovo disegno al rovescio, la mitica Golden Hind (l'imbarcazione di Sir Francis Drake) che rimarrà sino alla demonetizzazione del 1969. Questo disegno pertanto caratterizza tutte le emissioni di Giorgio VI ed Elisabetta II. Le uniche variazioni riguardano la legenda al diritto, dalla quale viene tolto il riferimento all'Impero d'India nel 1948 e, dal 1954, anche la dicitura BRITT: OMN: dalla titolatura reale.
La coniazione regolare, già interrotta nel 1961, fu sospesa dopo il 1967 e le ultime monete furono coniate nel 1970 per essere inserite nelle serie per collezionisti.

## Pezzi coniati

### Vittoria

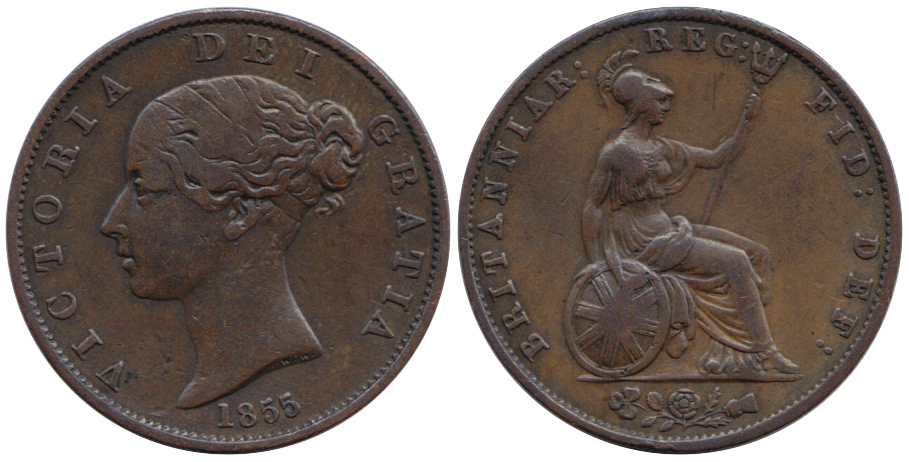
Halfpenny della regina Vittoria, 1855. Questo tipo di moneta fu coniato in rame dal 1838 al 1859

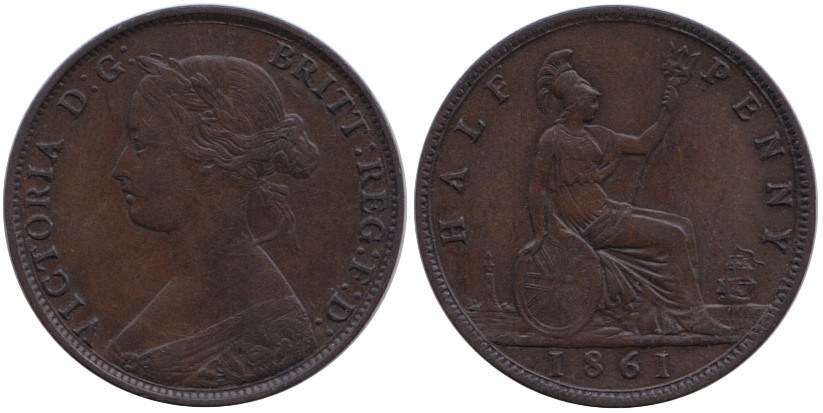
Halfpenny della regina Vittoria, 1861. Questo tipo di moneta fu coniato in bronzo dal 1860 al 1873

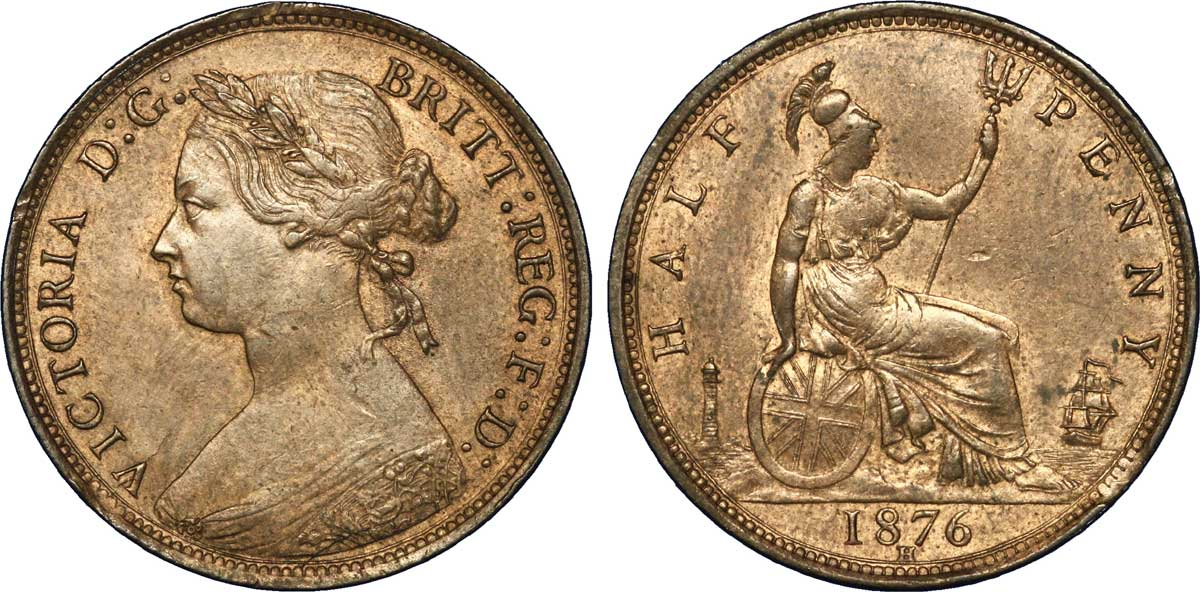
Halfpenny della regina Vittoria, 1876. Questo tipo di moneta fu coniato in bronzo dal 1874 al 1894

| Anno | Zecca  | Pezzi coniati | Note |
| ---- | ------ | ------------- | --- |
| 1860 | Londra | 6 630 400     | Esistono diverse varianti |
| 1861 | Londra | 54 118 400    | Esistono varianti con 4 o 5 bacche nella corona d'alloro Esiste in versione proof Esistono varianti con data ribattuta e scritta HALF ribattuta su HALP |
| 1862 | Londra | 61 107 200    | Esistono varianti con lettera A, B o C a sinistra del faro Esiste in versione proof                                                                     |
| 1863 | Londra | 15 948 800    | Esiste una variante con la cifra 3 più grande |
| 1864 | Londra | 537 600       | |
| 1865 | Londra | 8 064 000     | Esistono varianti con data ribattuta |
| 1866 | Londra | 2 508 800     | Esiste in versione proof |
| 1867 | Londra | 2 508 800     | Esiste in versione proof |
| 1868 | Londra | 3 046 400     | Esiste in versione proof |
| 1869 | Londra | 3 225 600     | |
| 1870 | Londra | 4 350 739     | |
| 1871 | Londra | 1 075 280     | |
| 1872 | Londra | 4 659 410     | |
| 1873 | Londra | 3 404 880     | |
| 1874 | Londra | ?             | Esiste una variante nella corona d'alloro con 5 bacche                                                                                                  |
| 1874 | Londra | 1 347 655     | Nuovo ritratto al diritto Esistono varianti con 4 o 6 bacche nella corona d'alloro Esistono varianti con data più piccola                               |
| 1874 | Heaton | 5 017 600     | Esistono varianti con data più piccola Esiste in versione proof                                                                                         |
| 1875 | Londra | 5 430 815     | |
| 1875 | Heaton | 1 254 400     | Esiste in versione proof |
| 1876 | Heaton | 6 809 600     | Esistono varianti con data più piccola Esiste in versione proof                                                                                         |
| 1877 | Londra | 5 209 505     | Esiste in versione proof |
| 1878 | Londra | 1 425 535     | Esistono varianti con data più piccola Esiste in versione proof                                                                                         |
| 1879 | Londra | 3 582 545     | |
| 1880 | Londra | 2 423 465     | Esiste in versione proof |
| 1881 | Londra | 2 007 515     | Esistono versioni con lo scudo colorato Esiste in versione proof                                                                                        |
| 1881 | Heaton | 1 792 000     | |
| 1882 | Heaton | 4 480 000     | Esiste in versione proof con piccole varianti |
| 1883 | Londra | 3 000 725     | Esistono varianti con una rosa davanti al vestito Esiste in versione proof                                                                              |
| 1884 | Londra | 6 989 580     | Esiste in versione proof |
| 1885 | Londra | 8 600 574     | Esiste in versione proof |
| 1886 | Londra | 8 586 156     | Esiste in versione proof |
| 1887 | Londra | 10 701 305    | |
| 1888 | Londra | 6 814 070     | |
| 1889 | Londra | 7 748 234     | Esistono varianti con data ribattuta Esiste in versione proof                                                                                           |
| 1890 | Londra | 11 254 235    | Esiste in versione proof |
| 1891 | Londra | 13 192 260    | Esiste in versione proof |
| 1892 | Londra | 2 478 335     | Esiste in versione proof |
| 1893 | Londra | 7 229 344     | |
| 1894 | Londra | 1 767 635     | |
| 1895 | Londra | 3 032 000     | Nuovo ritratto al diritto Esiste in versione proof |
| 1896 | Londra | 9 143 000     | Esiste in versione proof |
| 1897 | Londra | 8 690 000     | Esiste una variante con livello più alto del mare |
| 1898 | Londra | 8 595 000     | |
| 1899 | Londra | 12 108 000    | |
| 1900 | Londra | 13 805 000    | |
| 1901 | Londra | 11 127 000    | Esiste in versione proof |

### Edoardo VII
| Anno | Zecca  | Pezzi coniati | Note                                                                          |
| ---- | ------ | ------------- | ----------------------------------------------------------------------------- |
| 1902 | Londra | 13 673 000    | Nuovo conio di rovescio con orizzonte più alto, esistono entrambe le varianti |
| 1903 | Londra | 11 451 000    |                                                                               |
| 1904 | Londra | 8 131 000     |                                                                               |
| 1905 | Londra | 10 125 000    |                                                                               |
| 1906 | Londra | 11 101 000    |                                                                               |
| 1907 | Londra | 16 849 000    |                                                                               |
| 1908 | Londra | 16 620 999    |                                                                               |
| 1909 | Londra | 8 279 000     |                                                                               |
| 1910 | Londra | 10 770 000    |                                                                               |

### Giorgio V
| Anno | Zecca  | Pezzi coniati | Note                                               |
| ---- | ------ | ------------- | -------------------------------------------------- |
| 1911 | Londra | 12 571 000    |                                                    |
| 1912 | Londra | 21 186 000    |                                                    |
| 1913 | Londra | 17 476 000    |                                                    |
| 1914 | Londra | 20 289 000    |                                                    |
| 1915 | Londra | 21 563 000    |                                                    |
| 1916 | Londra | 39 386 000    |                                                    |
| 1917 | Londra | 38 245 000    |                                                    |
| 1918 | Londra | 22 321 000    |                                                    |
| 1919 | Londra | 28 104 000    |                                                    |
| 1920 | Londra | 35 147 000    |                                                    |
| 1921 | Londra | 28 027 000    |                                                    |
| 1922 | Londra | 10 735 000    |                                                    |
| 1923 | Londra | 12 266 000    |                                                    |
| 1924 | Londra | 13 971 000    | Coniati anche 2 pezzi di prova                     |
| 1925 | Londra | 12 216 000    |                                                    |
| 1928 | Londra | 20 935 000    | Nuovo ritratto al diritto Esiste in versione proof |
| 1929 | Londra | 25 680 000    | Esiste in versione proof                           |
| 1930 | Londra | 12 533 000    | Esiste in versione proof                           |
| 1931 | Londra | 16 138 000    | Esiste in versione proof                           |
| 1932 | Londra | 14 448 000    | Esiste in versione proof                           |
| 1933 | Londra | 10 560 000    | Esiste in versione proof                           |
| 1934 | Londra | 7 704 000     | Esiste in versione proof                           |
| 1935 | Londra | 12 180 000    | Esiste in versione proof                           |
| 1936 | Londra | 23 009 000    | Esiste in versione proof                           |

### Giorgio VI
| \| 1936 \| \| \| \| \| ---- \| \| \| \| \| \| \| \| \| \| \| \| \| \| \| \| \| \| \| Anno | Londra | Pezzi coniati | ho trovato questa moneta e di giorgio VI ma la data e 1936 non so quante ce ne sono |
| ----------------------------------------------------------------------------------------- | ------ | ------------- | ----------------------------------------------------------------------------------- |
| 1937                                                                                      | Londra | 24 504 000    | Esiste in versione proof (26 000 pezzi)                                             |
| 1938                                                                                      | Londra | 40 320 000    | Esiste in versione proof                                                            |
| 1939                                                                                      | Londra | 28 925 000    | Esiste in versione proof                                                            |
| 1940                                                                                      | Londra | 32 162 000    | Esiste in versione proof                                                            |
| 1941                                                                                      | Londra | 45 120 000    | Esiste in versione proof                                                            |
| 1942                                                                                      | Londra | 71 909 000    | Esiste in versione proof                                                            |
| 1943                                                                                      | Londra | 76 200 000    | Esiste in versione proof                                                            |
| 1944                                                                                      | Londra | 81 840 000    | Esiste in versione proof                                                            |
| 1945                                                                                      | Londra | 57 000 000    | Esiste in versione proof                                                            |
| 1946                                                                                      | Londra | 22 726 000    | Esiste in versione proof                                                            |
| 1947                                                                                      | Londra | 21 266 000    | Esiste in versione proof                                                            |
| 1948                                                                                      | Londra | 26 947 000    | Esiste in versione proof                                                            |
| 1949                                                                                      | Londra | 24 744 000    | Esiste in versione proof                                                            |
| 1950                                                                                      | Londra | 24 154 000    | Esiste in versione proof (18 000 pezzi)                                             |
| 1951                                                                                      | Londra | 14 868 000    | Esiste in versione proof (20 000 pezzi)                                             |
| 1952                                                                                      | Londra | 33 278 000    | Esiste in versione proof                                                            |
| 1936                                                                                      |        |               |                                                                                     |
|                                                                                           |        |               |                                                                                     |
|                                                                                           |        |               |                                                                                     |
|                                                                                           |        |               |                                                                                     |

### Elisabetta II
| Anno | Zecca  | Pezzi coniati | Note                                                                                 |
| ---- | ------ | ------------- | ------------------------------------------------------------------------------------ |
| 1953 | Londra | 8 926 000     | Esiste in versione proof (40 000 pezzi)                                              |
| 1954 | Londra | 19 375 000    | Esiste in versione proof                                                             |
| 1955 | Londra | 18 799 000    | Esiste in versione proof                                                             |
| 1956 | Londra | 21 799 000    | Esiste in versione proof                                                             |
| 1957 | Londra | 43 684 000    | Esiste una variante con onde del mare più piatte (calm sea) Esiste in versione proof |
| 1958 | Londra | 62 318 000    | Esiste in versione proof                                                             |
| 1959 | Londra | 79 176 000    | Esiste in versione proof                                                             |
| 1960 | Londra | 41 340 000    | Esiste in versione proof                                                             |
| 1962 | Londra | 41 779 000    | Esiste in versione proof                                                             |
| 1963 | Londra | 45 036 000    | Esiste in versione proof                                                             |
| 1964 | Londra | 78 583 000    | Esiste in versione proof                                                             |
| 1965 | Londra | 98 083 000    | Esiste in versione proof                                                             |
| 1966 | Londra | 95 289 000    | Esiste in versione proof                                                             |
| 1967 | Londra | 146 491 000   | Esiste in versione proof                                                             |
| 1970 | Londra | 750 000       | Esiste esclusivamente in versione proof                                              |

## Halfpennynella cultura di massa
Il termine halfpenny, di lungo corso nel dizionario inglese, ha dato il nome ad uno dei luoghi più significativi nella storia del cricket, Broadhalfpenny Down.
A Dublino si trova un ponte sul fiume Liffey noto come Ha'penny Bridge. Tre località del Regno Unito possiedono un ponte chiamato Halfpenny Bridge: Lechlade, Tinsley e Kingston upon Hull.
La moneta dà il proprio nome all'aeroporto di Wolverhampton, il Wolverhampton Halfpenny Green Airport, costruito tra il 1940 ed il 1941.
In Irlanda del Nord si trova il villaggio di Halfpenny Gate.
Tra il XIX ed il XX secolo fu prodotta una serie di storie popolari a basso costo, nota appunto come Halfpenny Marvel, edita da Alfred Harmsworth.
Halfpenny è anche un cognome, come nel caso del rugbista gallese Leigh Halfpenny.